# Radikal Records
Radikal Records – amerykańska wytwórnia płytowa z siedzibą w Teaneck w stanie New Jersey. Założona w 1992 roku. Wydaje utwory takich artystów jak ATB czy Scooter.

## Artyści współpracujący z Radikal Records
- 2 Unlimited
- André Tanneberger
- Armin van Buuren
- DJ Aligator Project
- Gloria Gaynor
- Klubbheads
- N-Trance
- Pulsedriver
- Scooter
- Schiller
- Snap!
- Yello
- Zombie Nation